# Saint-Rémy-en-Comté
Saint-Rémy-en-Comté (até 2018: Saint-Remy) é uma comuna francesa na região administrativa de Borgonha-Franco-Condado, no departamento de Alto Sona. Estende-se por uma área de 9,08 km². Em 2010 a comuna tinha 532 habitantes (densidade: 58,6 hab./km²).